# Мухино-Городище
Мухино-Городище — деревня в Калининском районе Тверской области. Относится к Заволжскому сельскому поселению. До 2006 года входила в состав Большеборковского сельского округа.
Расположена к западу от Твери, на левом берегу Волги, прилегает к деревне Большие Борки.
В 1997 году — 8 хозяйств, 15 жителей.